# 列季欽河
列季欽河（烏克蘭語：Ретичин），是烏克蘭的河流，位於該國西部利沃夫州，屬於什克洛河的右支流，發源自皮索齊基附近，流經亞沃里夫區，河道全長23公里，流域面積178平方公里。